# Північна Італія

Північна Італія

Північна Італія (італ. Italia Settentrionale) — загальновживане культурне, історичне та географічне поняття, без жодного адміністративного використання, використовується для позначення північної частини італійської держави, також відомий як італ. Il Nord, Settentrione або італ. Alta Italia. Відповідно до градації 1-го рівня NUTS Європейського союзу, ця територія збігається з двома регіонами, що належать італійській країні:
- Північно-Західний (італ. Nord-Ovest), яка охоплює райони: Валле-д'Аоста, Лігурія, Ломбардія і П'ємонт;
- Північно-Східний (італ. Nord-Est), яка охоплює райони: Емілія-Романья, Фріулі-Венеція-Джулія, Трентіно-Альто-Адідже / Південний Тироль і Венето

### Регіони Північної Італії
| Регіон                | Населення | Столиця |
| --------------------- | --------- | ------- |
| Емілія-Романья        | 4 434 947 | Болонья |
| Фріулі-Венеція-Джулія | 1 235 584 | Трієст  |
| Лігурія               | 1 617 040 | Генуя   |
| Ломбардія             | 9 924 447 | Мілан   |
| П'ємонт               | 4 456 705 | Турин   |
| Трентіно-Альто-Адідже | 1 037 621 | Тренто  |
| Валле-д'Аоста         | 128 261   | Аоста   |
| Венето                | 4 940 002 | Венеція |